# 博博迪乌拉索
博博迪乌拉索（Bobo-Dioulasso）是布基纳法索的第二大城市，僅次於首都瓦加杜古，是乌埃省首府。该城名称意為“说迪乌拉语的博博族人之家”，博博人是当地最大的种族。博博迪乌拉索位于布基纳法索西部乌埃河畔，距瓦加杜古约350千米，是该国的经济重镇。
阿比让—瓦加杜古铁路贯穿市境，该铁路于1933年通车。